# Algèbre de Takiff
En mathématiques, une algèbre de Takiff est une algèbre de Lie sur un anneau de polynômes tronqué. Plus précisément, une algèbre de Takiff d'une algèbre de Lie g sur un corps k est une algèbre de Lie de la forme g[x]/(xn+1) = g⊗kk[x]/(xn+1) pour un entier naturel non nul n. On les appelle parfois algèbres de Takiff généralisées, et le nom d'algèbre de Takiff est réservé au cas où n = 1. Ces algèbres (pour n = 1) ont été étudiés par Takiff (1971) qui, dans certains cas, a décrit l'anneau des polynômes sur ces algèbres qui sont invariants sous l'action du groupe adjoint.